# Georg Christian Green
Georg Christian Green (* 10. März 1804 in Lübeck; † 31. August 1845 ebenda) war Ratsherr der Hansestadt Lübeck.
Green war der Sohn des Lübecker Kaufmanns Friedrich Johann Green und seiner Ehefrau Magdalena Catharina geborene Richertz. Er war zunächst als bürgerlicher Deputierter bereits beim Finanzdepartement, der Steuerdeputation, beim Kommerz-Kollegium und in der Brandkasse tätig. Er wurde 1845 als Ältester der Lübecker Schonenfahrer zum Ratsherren gewählt und starb im gleichen Jahr. Im Senat wirkte er weiter in Finanzdepartement und Steuerdeputation, aber auch in der Zolldeputation und in der Zentral-Armendeputation.
Er war verheiratet mit Wilhelmine, geb. Poser (* 8. September 1806), der Tochter des Lehrers am Katharineum zu Lübeck Christian Gottfried Poser aus dessen erster Ehe mit Anna Margareta, geb. Barnieske († 1806 im Wochenbett).